# Кастанис, Спирос
Спиридон (Спирос) Кастанис (греч. Σπυρίδων (Σπύρος) Καστάνης; род. 23 сентября 1964, Афины) — греческий легкоатлет, специалист по спортивной ходьбе. Выступал на профессиональном уровне в 1990—2005 годах, чемпион Балкан, многократный чемпион Греции, участник двух летних Олимпийских игр.

## Биография
Спирос Кастанис родился 23 сентября 1964 года в Афинах, Греция. Занимался лёгкой атлетикой в столичном клубе «Панеллиниос».
В 1990 году победил на чемпионате Греции в ходьбе на 50 км, с этого времени в течение многих лет входил в число сильнейших греческих ходоков.
Первого серьёзного успеха на международном уровне добился в сезоне 1992 года, когда вошёл в состав греческой сборной и в ходьбе на 20 км одержал победу на чемпионате Балкан в Софии.
В 1997 году в дисциплине 20 км финишировал седьмым на Средиземноморских играх в Бари.
На чемпионате Европы 1998 года в Будапеште на дистанциях 20 и 50 км занял 22-е и 14-е места соответственно.
В 1999 году в дисциплине 20 км показал 49-й результат на Кубке мира по спортивной ходьбе в Мезидон-Канон, в дисциплине 50 км стал 17-м на чемпионате мира в Севилье.
В 2000 году на Кубке Европы в Айзенхюттенштадте в ходьбе на 20 км занял 35-е место, установив при этом свой личный рекорд — 1:26:19. Благодаря череде успешных выступлений удостоился права защищать честь страны на летних Олимпийских играх в Сиднее — в программе ходьбы на 50 км сошёл с дистанции, не показав никакого результата.
На чемпионате мира 2001 года в Эдмонтоне в 50-километровой ходьбе финишировал 16-м.
В 2002 году в ходьбе на 50 км был 14-м на чемпионате Европы в Мюнхене, сошёл на Кубке мира в Турине.
В 2003 году в той же дисциплине занял 16-е место на Кубке Европы в Чебоксарах и на чемпионате мира в Париже. Во втором случае установил личный рекорд — 3:56:41.
В 2004 году шёл 50 км на Кубке мира в Наумбурге и на домашних Олимпийских играх в Афинах, в обоих случаях сошёл с дистанции.
В 2005 году отметился выступлением в ходьбе на 50 км на Кубке Европы в Мишкольце. По окончании сезона завершил спортивную карьеру.